# Jacob van der Kerckhoven
Jacob van der Kerckhoven (ou Jacques van de Kerckhoven), connu en Italie sous le nom de Giacomo da Castello (1636/1637 ; après 1712), est un peintre flamand. Après une formation à Anvers, il est actif dans la région de Vénétie en Italie. Il est l'un des plus éminents spécialistes de la nature morte et des animaux actifs sur le territoire de la Vénétie au début du XVIIIe siècle.

## Biographie
Jacob van der Kerckhoven est probablement né à Anvers en 1636 ou 1637. Il est inscrit à la Guilde de Saint-Luc d'Anvers comme élève de Jan Fyt dans l'année 1649-1650. Jan Fyt est l'un des principaux peintres de natures mortes et d'animaux présents en Flandre à cette époque.
Jacob van der Kerckhoven s'installe en Italie où il est cité pour la première fois à Venise en 1683. Il change son nom en Giacomo da Castello d'après le quartier vénitien où il vit. Il devient un peintre reconnu pour ses natures mortes avec des animaux vivants ; et nombre de ses œuvres sont répertoriées dans les inventaires vénitiens du XVIIe au XIXe siècle. Il devient le peintre de la cour du Doge de Venise. Il est également soutenu par le mécénat d'aristocrates anglais lors de leur Grand Tour, tels que John Cecil, 5e comte d'Exeter, qui commande en 1684 quatre peintures à van der Kerckhoven à Padoue (œuvres maintenant dans la collection de Burghley House, dans le Lincolnshire).
Il est actif à Vicence pendant plusieurs années. Il est probable qu'il ait visité Rome et peut-être Naples car son travail montre des liens stylistiques avec Michelangelo Cerquozzi et Michele Pace del Campidoglio (en). Il est le professeur de Giovanni Agostino Cassana. De 1685 à 1712, il est inscrit à l'Académie de Venise (Fraglia dei Pittori).
Il meurt à Venise.

## Œuvres
Il est supposé que Van der Kerckhoven commence sa carrière comme peintre de paysages et de scènes de genre. Il développe rapidement une brillante carrière de peintre spécialisé dans les natures mortes de fruits, les natures mortes de chasse, de gibier et les scènes avec animaux. Il avait un intérêt particulier pour le thème des volailles. Il crée son répertoire personnel de petits animaux, avec des canards, des dindes et même des cochons d'Inde, accompagnés de légumes, fruits et autres aliments populaires, d'une grande simplicité.
Son travail montre l'influence des écoles flamande et italienne. De sa formation flamande, il a retenu une précision exacte dans la description des détails et des qualités, tant chez les animaux que les fruits ou autres aliments. L'influence italienne se révèle dans la vive lumière, qu'il tempère souvent par l'utilisation du clair-obscur. Il peint de grandes et ambitieuses compositions semblables à celles qu'il avait vues dans les ateliers d'Anvers et dans l'atelier de son maître Fyt tout en développant un langage personnel au charme presque naïf.

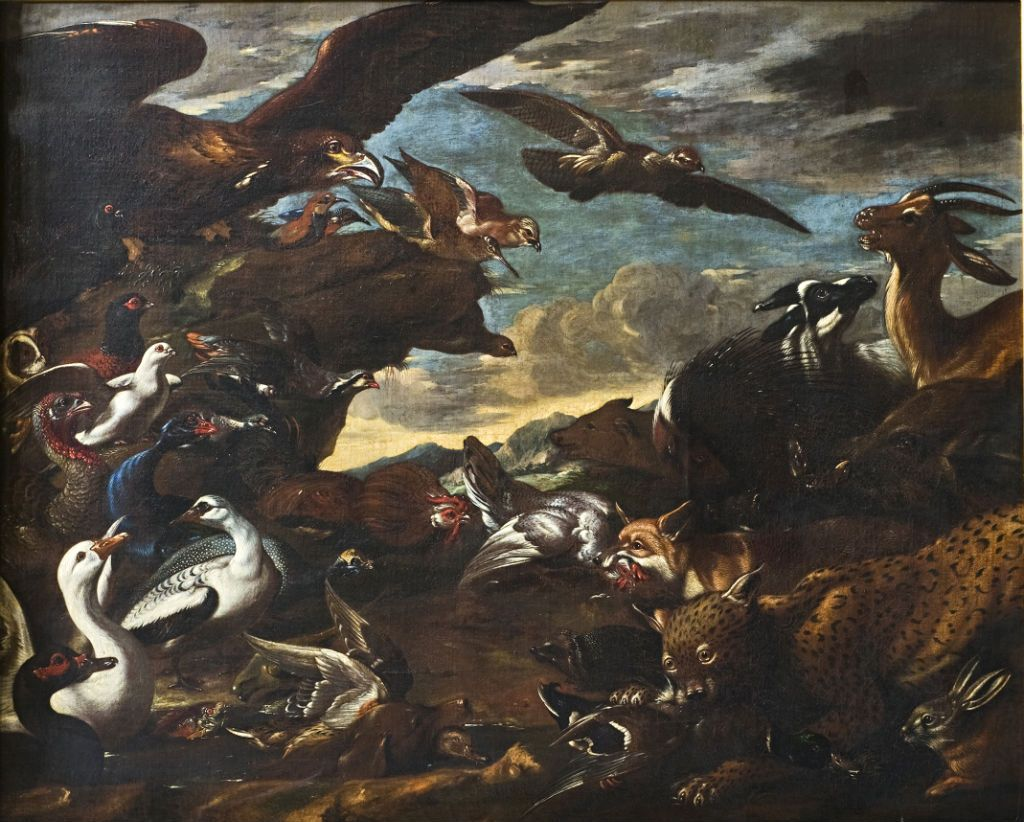
La Bataille des oiseaux et des bêtes (Burghley House Collection).

Certaines de ses compositions sont dans le style dynamique baroque flamand de la nature morte. Un exemple de ceci est La bataille des oiseaux et des bêtes (Collection de Burghley House, Lincolnshire), qui représente un tourbillon dynamique de violence. Parallèlement, il réalise des compositions paisibles, comme la Nature morte d'oiseaux et de fruits (vendue aux enchères par Setdart Subastas). Ses compositions utilisent des zigzags pour créer des effets dynamiques, tandis que les objets s'accumulent sans aucune forme claire.
Van der Kerckhoven s'éloigne du style de Fyt et développe une manière personnelle caractérisée par un dessin analytique et une couleur brillante. Il utilise une peinture très grasse et sait très bien rendre le jeu des reflets. Ses œuvres montrent des liens stylistiques avec Michelangelo Cerquozzi et Michele Pace del Campidoglio. Le contact avec l'œuvre de Giovanni Battista Ruoppolo, ainsi que celle de Joseph Heintz le Jeune, se reflète dans ses natures mortes avec des poissons ainsi que dans son Autoportrait (à Uffizi, Florence), un exemple rare de sa peinture figurative. Il existe un doute quant à savoir si certaines œuvres (telles que la Nature morte aux fruits, au Musée d'État de Basse-Saxe, Hanovre) ont été peintes par lui ou par Giuseppe Recco.
Van der Kerckhoven est connu pour avoir collaboré avec d'autres peintres tels que Johann Carl Loth et Antonio Zanchi sur des compositions auxquelles il a réalisé des éléments de nature morte.

Galerie
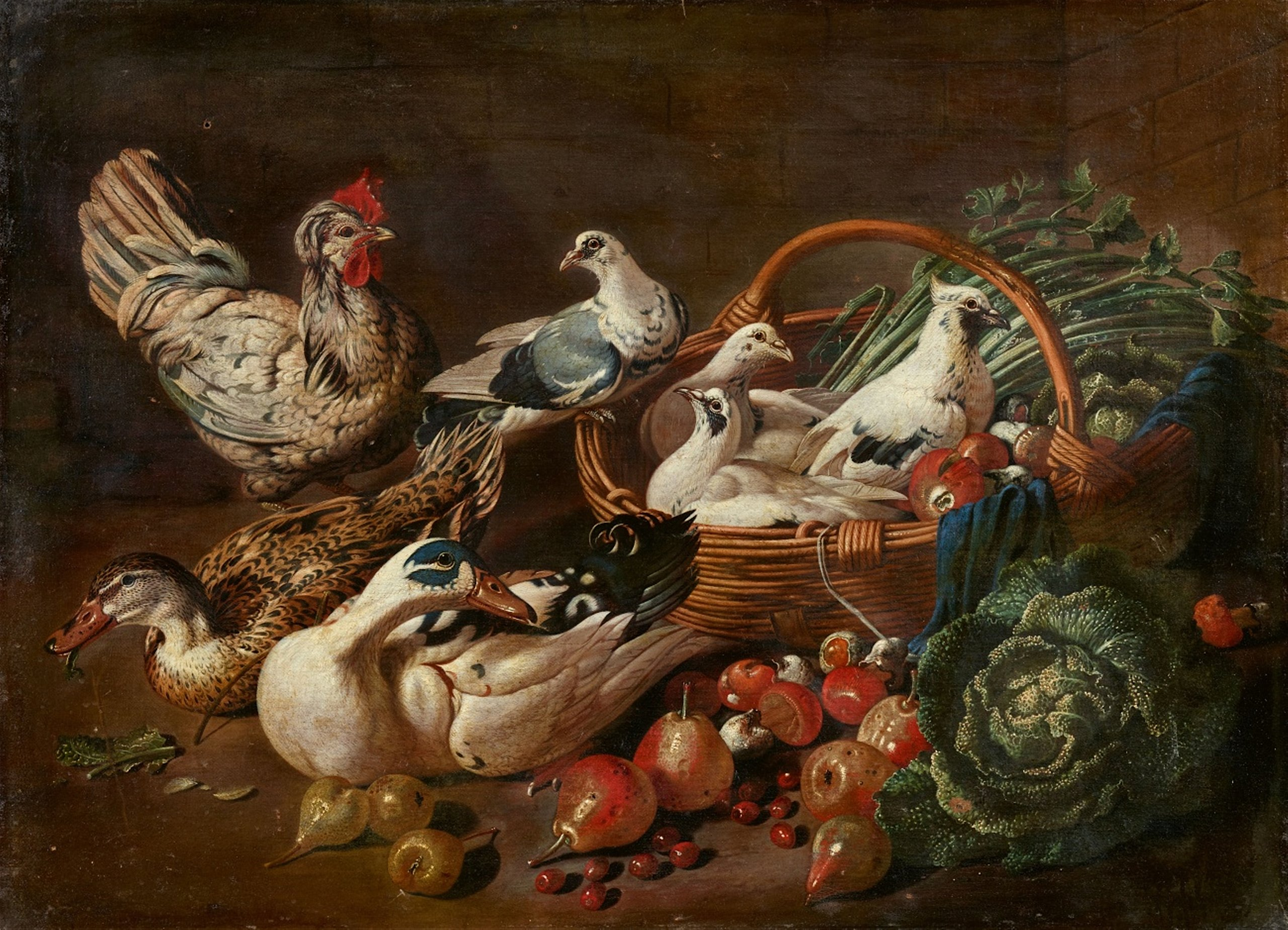
Grande nature morte avec légumes, fruits, pigeons, canards et un coq.
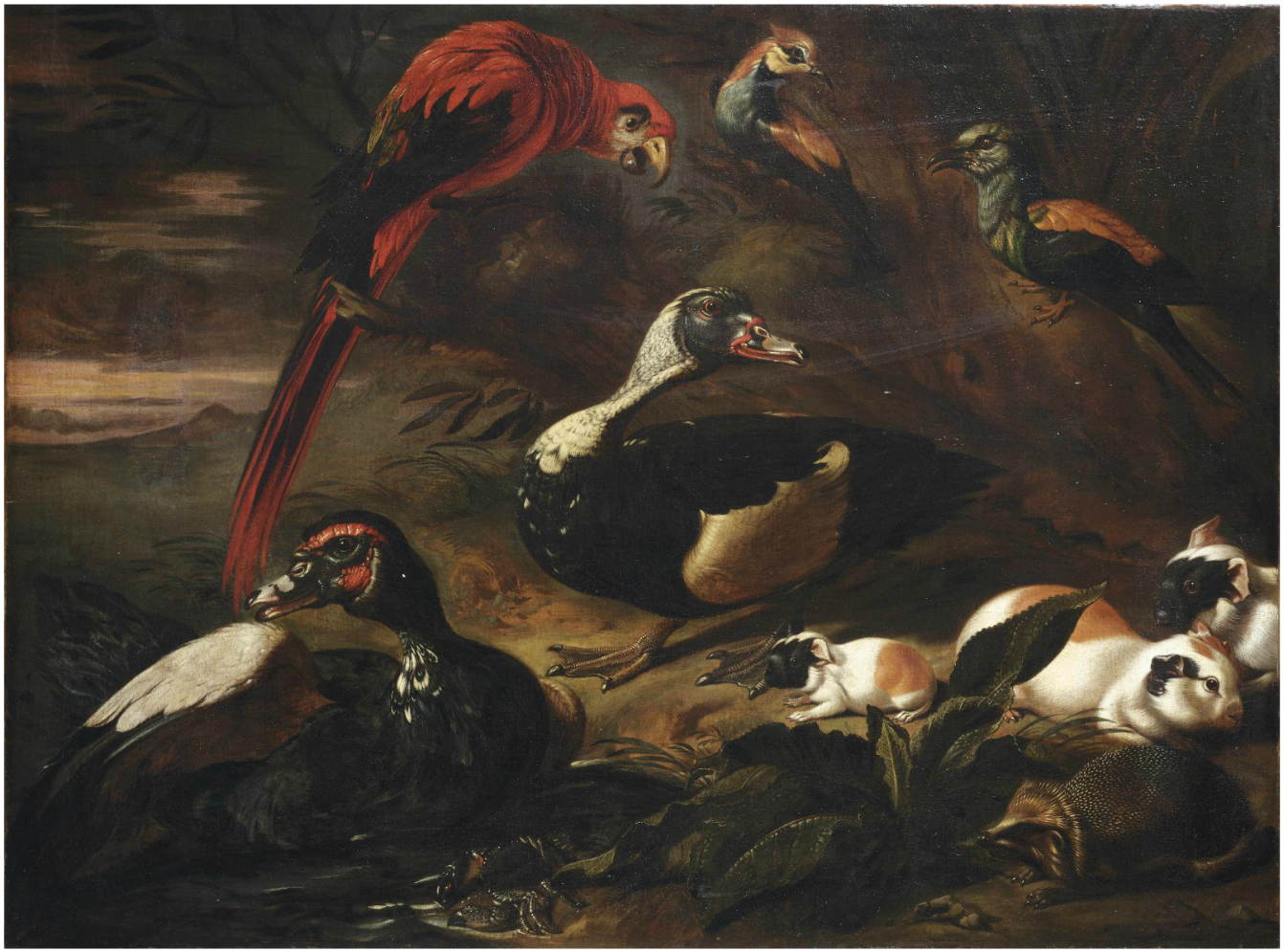
Paysage avec un ara rouge, deux canards, un hérisson, trois cochons d'Inde, un crabe et d'autres oiseaux près d'un ruisseau.
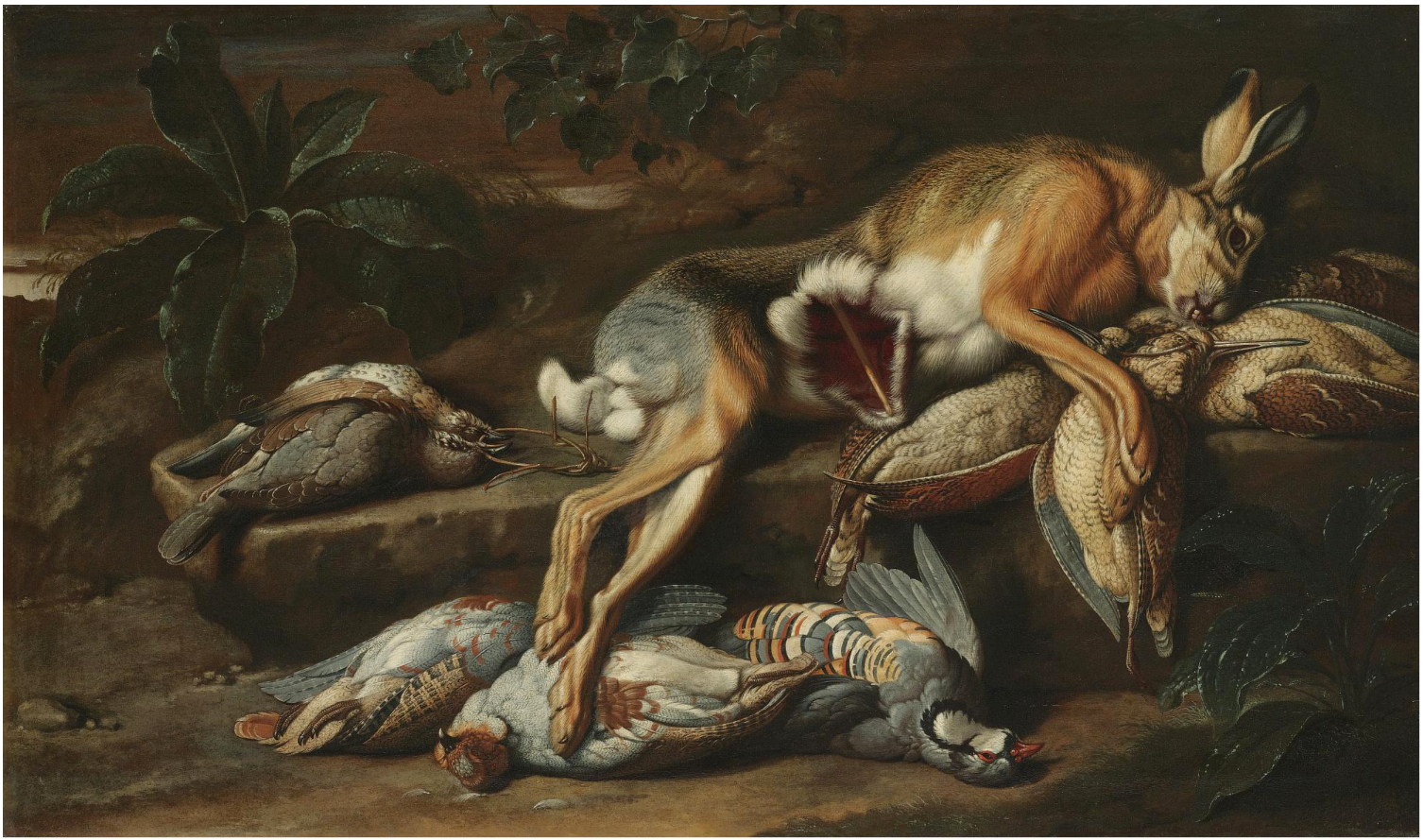
Nature morte avec un lièvre et d'autres gibiers morts.
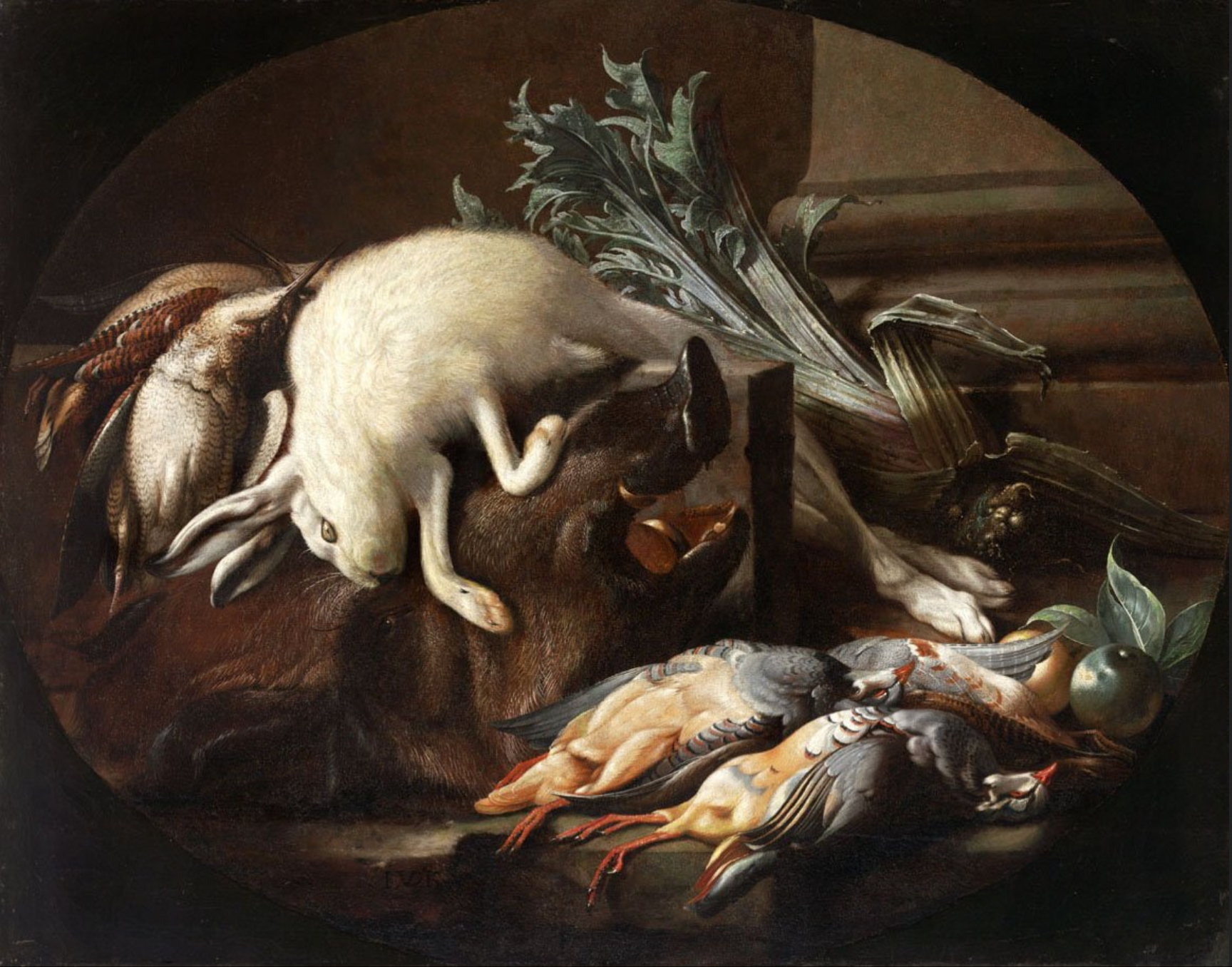
Nature morte avec un lièvre et gibier à plumes.